# Piano di contingenza
Un piano di contingenza è un programma operativo che delinea preventivamente le azioni di determinati soggetti od enti per il caso che si verifichi un evento dannoso o comunque pericoloso per una comunità. Il piano, cioè, prevede in genere linee guida più o meno dettagliate su cosa ciascuno dei soggetti od enti che devono dargli esecuzione debba fare al verificarsi dell'evento.

## I piani di contingenza civili
Piani di contingenza civili sono stati elaborati in previsione di numerose possibili emergenze, ad esempio, in tempi recenti, per il rischio che il cosiddetto Millennium bug potesse portare al caos organizzativo istituzioni ed aziende che fondavano la loro capacità operativa sui computer. 
Più in generale un'organizzazione (Ente o Azienda) attenta alla sua gestione dell'informazione dovrebbe avere un #Piano_di_contingenza_informatico
Altri piani sono ordinariamente redatti per fronteggiare i rischi da eventualità di tipo sanitario,

sismico, idrogeologico e simili.

## I piani di contingenza militari
I piani di contingenza militari (e quelli simili redatti per esigenze di polizia) sono in genere elaborati per l'ipotesi di eventi pericolosi per la sicurezza politico-militare dello stato. Prendono perciò in considerazione le eventualità di insurrezione, sovversione, colpo di Stato, azioni terroristiche e, ovviamente, attacchi armati da parte di potenze straniere. Contengono istruzioni sull'impiego e sul dispiegamento delle forze, nonché l'indicazione di obiettivi sensibili interni da presidiare o conquistare, oppure di obiettivi esterni da attaccare o espugnare. La loro redazione è competenza di esperti di strategia militare muniti dell'opportuna legittimazione.
Le ipotesi di lavoro comprendono l'eventuale impossibilità di coordinamento strategico delle forze, sia per impedimento o "annullamento" dei vertici, sia per mera interruzione dei canali di comunicazione, pertanto i piani emergenziali militari rispondono anche a questa esigenza.
In Italia alcuni di questi piani, ordinariamente coperti da segreto militare o segreto di stato, sono emersi in occasione di inchieste giudiziarie; così fu ad esempio per il Piano Solo e per il piano Esigenza Triangolo. Ad un riordino e coordinamento dei piani emergenziali provvide negli anni cinquanta l'allora capo della polizia, prefetto Angelo Vicari.

## Piano di contingenza informatico
Il piano di contingenza informatico si articola su quattro filoni di analisi:
- Impatto sul business (business impact analysis)
- Pianificazione della risposta all'incidente (incidente response plannig)
- Pianificazione del recupero del disastro (Disaster Recovery Planning)
- Pianificazione della continuità operativa (Business Continuity Planning)

### Impatto sul business (business impact analysis)
La Business Impact Analysis (BIA) è il processo di analisi delle attività di un'organizzazione e degli effetti che un'interruzione potrebbe avere su di esse. La BIA costituisce il fondamento su cui viene costruito un programma di gestione della continuità operativa e serve a identificare, quantificare e qualificare gli impatti nel tempo di un arresto dei processi di un’organizzazione. La Business Impact Analysis fornisce inoltre i dati utili per la determinazione di appropriate strategie di continuità, mediante la classificazione dei processi critici in base all'urgenza di ripristino.

### Pianificazione della risposta all'incidente (incident response planning)
È un insieme dettagliato di processi e procedure che prevengono, scoprono e mitigano l'impatto di un evento che possa compromettere le risorse e i beni correlati.
È costituito da sei fasi:
1. Preparazione. Pianificazione e preparazione nell'evento di un incidente di sicurezza
2. Identificazione. Per scoprire un insieme di eventi che hanno un impatto negativo sul business e possono essere considerati un incidente di sicurezza
3. Contenimento. Per contenere e mitigare i danni
4. Estirpazione. Per essere sicuri di avere rimosso i suoi effetti e i suoi agenti dai sistemi
5. Recupero. Per riportare il business ed i beni al loro stato normale
6. Lezioni apprese (Lessons Learned): come applicare quello che si appreso dall'accaduto al sistema

Una minaccia diviene un attacco valido e viene considerata come un incidente di sicurezza informativa se:
- è diretto verso i beni informatici
- ha una probabilità realistica di riuscire
- minaccia la riservatezza, integrità o la disponibilità delle informazioni

### Pianificazione della continuità operativa
Il piano di continuità operativa (PCO) è l'insieme di procedure documentate che guidano le organizzazioni nel rispondere, recuperare, riprendere e ripristinare a un livello predefinito le attività a seguito di un'interruzione. Tipicamente, il Piano copre le risorse, i servizi e le attività richieste per assicurare la continuità delle funzioni organizzative critiche.

## Altri significati
Nella programmazione aziendale, ad esempio per la redazione di studi di fattibilità, i piani di contingenza sono le analisi dei problemi potenzialmente ostanti al corretto raggiungimento degli obiettivi di impresa (generali o specifici) e comprendono le soluzioni operative che si prevede di voler applicare in simili eventualità. Nel caso in cui si tratti di un piano alternativo al "Master Plan" (piano principale) è prassi identificarlo con la sigla confidenziale di Piano B.
Negli ultimi anni spesso si tende a separare dal Piano B il cosiddetto Piano I (da piano inclinato), cioè una strategia alternativa che porterà al fallimento del progetto e creata solamente con lo scopo di temporeggiare. La distanza temporale dalla fine (target o milestone) del progetto viene visualizzata graficamente come retta ordinata mentre la difficoltà (inclinazione del Piano) come retta ascissa; la fattibilità del Piano I si avrà solamente con la coincidenza grafica tra il punto di incontro delle due rette con la fine del progetto.